# Berchem, Antwerpen
Berchem är en ort i Belgien.   Den ligger i provinsen Antwerpen och regionen Flandern, i den centrala delen av landet, 40 kilometer norr om huvudstaden Bryssel. Berchem ligger 12 meter över havet och antalet invånare är 41 806.
Terrängen runt Berchem är mycket platt. Runt Berchem är det mycket tätbefolkat, med 1 632 invånare per kvadratkilometer.. Närmaste större samhälle är Antwerpen, 3,9 kilometer nordväst om Berchem. 
Runt Berchem är det i huvudsak tätbebyggt.